# Gotra maculata
Gotra maculata là một loài tò vò trong họ Ichneumonidae.